# Stieg Larsson
Stieg Larsson (født Karl Stig-Erland Larsson 15. august 1954 i Skelleftehamn i Västerbottens län, død 9. november 2004 i Stockholm) var en svensk journalist, forfatter og kommunist. Larsson var frem til sin død chefredaktør på avisen Expo.
Som ung arbejdede Larsson i 20 år for det svenske nyhedsbureau TT, indtil han i 1995 grundlagde organisationen Expo. Han researchede i højreekstremisme og bekæmpede højreekstremister og nynazister, og var ekspert i antidemokratiske bevægelser.
Efter sin død i 2004 er Stieg Larsson mest kendt for at have skrevet Millennium-trilogien. Larsson nåede at færdigskrive tre kriminalromaner om makkerparret Lisbeth Salander og Mikael Blomkvist. Bøgerne har efter hans død toppet diverse bestsellerlister og vundet adskillige priser.
Stieg Larsson havde oprindeligt skrevet kontrakt med Forlaget Modtryk om at skrive 10 bøger i serien, men døde af hjertestop, før den første bog i serien, Mænd der hader kvinder, udkom i 2005. Larssons familie kom i arvestrid om rettighederne til en kladde til den fjerde bog i serien, der endnu ikke er navngivet.
I juli 2010 blev Larsson den første forfatter, der solgte over 1 million Kindle bøger.

## Millennium-serien
Inden Stieg Larsson døde, fandtes tre krimier færdigtskrevne, den såkaldte Millennium-serie. Larsson havde først fået Millennium-serien afvist af Piratförlaget, men efter at Larssons bekendte Robert Aschberg havde læst manuskriptet, ringede Aschberg til Norstedts Förlag og bad dem læse bøgerne. Norstedts besluttede i 2004 at udgive serien.
Den første bog i serien, Mænd der hader kvinder, blev udgivet i august 2005. Nummer to, Pigen der legede med ilden, blev udgivet i juni 2006, og den tredje Luftkastellet der blev sprængt blev udgivet i maj 2007. I juni 2011 havde bøgerne i Millennium-serien samlet solgt i 60 millioner eksemplarer i over 50 lande.
Larsson beskrev i et avisinterview kort før sin død dette forfatterskab i en ny genre som "sin pensionsforsikring". Rettighederne til Millennium-serien forvaltes nu af Moggliden AB.
I december 2013 meddelte forlaget Norstedts, at man havde givet forfatteren David Lagercrantz som opgave at skrive en fjerde bog som fritstående fortsættelse af Millenniumtrilogien. Bogen blev udgivet 27. august 2015 med titlen Det som inte dödar oss, på dansk Det der ikke slår os ihjel.

### Filmatiseringer af Millennium-trilogien
- Mænd der hader kvinder (film) havde premiere den 27. februar 2009. Danskeren Niels Arden Oplev var instruktør på filmen, som baserede sig på manuskript af Rasmus Heisterberg og Nikolaj Arcel.
- Pigen der legede med ilden (film) havde premiere den 18. september 2009 med svenskeren Daniel Alfredsson som instruktør.[7]
- Luftkastellet der blev sprængt (film) havde premiere den 27. november 2009 med svenskeren Daniel Alfredsson som instruktør.[7] [8]

## Død og efterspil
Larsson afgik hurtigt ved døden af en blodprop den 9. november 2004. Eftersom Larsson og hans samlever Eva Gabrielsson ikke var gift, og der ikke var noget testamente tilfaldt hele arven, finansielle tilgodehavender og litterære virksomhed faderen og broderen. I maj 2008 afsløredes, at et testamente fra Larsson var blevet fundet, hvor han testamenterede sine penge til Kommunistisk Arbejderforbund (Socialistiska partiets) Umeåafdelning. Testamentet, som ikke er bevidnet og derfor ikke er juridisk bindende, blev oprettet af Larsson i 1977 kort før han rejste til borgerkrigen i Etiopien for at hjælpe med uddannelsen af guerillasoldater.

## Posthum anerkendelse
Den 19. maj 2012 fik Larsson posthum udmærkelse som æresborger i Umeå, hvor han boede fra han var 9 til 21. Anerkendelsen blev modtaget af hans bror Joakim og far Erland Larsson. Motiveringen lød: "När ord bildar meningar, kan de också ge mening. Stieg Larsson nådde ända fram som journalist och i ett författarskap utan motstycke. Grunden lades under hans tid i Umeå, av en engagerad familj och genom en tidig övertygelse. Stieg Larsson har kombinerat det goda berättandet med en orubblig hållning för medmänsklighet, demokrati och kvinnors rätt."
I Stieg Larssons hjemkommune Skellefteå findes siden 2015 en "Lisbeth Salanders gata" og kvarteret "Luftslottet", opkaldt efter hans trilogi.

## Priser og anerkendelser
- 2005 – BMF-plaketten for Män som hatar kvinnor
- 2006 – Glasnøglen: Årets bedste nordiske kriminalroman for Män som hatar kvinnor[13]
- 2006 – Bedste svenske kriminalroman for Flickan som lekte med elden
- 2006 – Årets bok-Månadens boks litterära pris
- 2007 – Årets författare (SKTF)
- 2008 – Glasnøglen: Årets bedste nordiske kriminalroman for Luftslottet som sprängdes[13]
- 2008 – Pocketpriset, platin for Flickan som lekte med elden
- 2012 – Æresmedborger i Umeå (posthumt)[14]